# Owen Hart
Owen James Hart (* 7. Mai 1965 in Calgary, Kanada; † 23. Mai 1999 in Kansas City, Vereinigte Staaten) war ein kanadischer Wrestler. Er war der Bruder des erfolgreichen Wrestlers Bret Hart, der Sohn von Stu Hart sowie der Schwager von Davey Boy Smith und Jim Neidhart. 1999 kam er während einer WWE-Großveranstaltung bei einem nicht ausreichend gesicherten und misslungenen Stunt ums Leben.

## Leben
Owen Hart war der jüngste Sohn der kanadischen Wrestling-Legende Stu Hart. Am 1. Juli 1989 heiratete er seine langjährige Freundin Martha. Zusammen mit ihr hatte er zwei Kinder, Oje und Athena. Obwohl Hart ursprünglich keine Wrestling-Karriere anstrebte, wurde er schließlich doch von seinem Vater trainiert und debütierte 1986 in dessen Liga Stampede Wrestling.

## Karriere
Seine Wrestling-Karriere führte ihn unter anderem nach Deutschland, wo er einige Kämpfe für die Promotion CWA bestritt. Des Weiteren trat er für die folgenden Ligen auf: WWF, TWA, SMW, USWA, NJPW. Bei New Japan gewann er als erster Ausländer den prestigeträchtigen IWGP Junior Heavyweight Titel. Owen Hart gilt bis heute als einer der besten Techniker des Wrestling-Sports. Im Sommer 1988 trat er schließlich der WWF (heute WWE) bei. Bei seinem Debüt verkörperte er den Charakter The Blue Blazer mit einem Superhelden-Gimmick. Kurz darauf legte er eine kleine Pause ein, doch im Jahre 1991 kehrte er als The Rocket Owen Hart in die WWF zurück.
Bei der Survivor Series im Jahre 1993 wurde die wohl größte Fehde seiner Karriere begonnen, als er sich – laut Storyline – mit seinem Bruder Bret Hart zerstritt. Die Fehde zog sich bis 1997 hin und bot dabei einige der technisch besten Wrestlingmatches. Ein Match in einem Ring, welcher von einem Stahlkäfig umgeben war, erhielt vom bekannten Wrestlingkritiker Dave Meltzer die seltene Höchstpunktzahl von fünf Sternen. Zwischenzeitlich konnte Hart 1994 das Turnier um den „King of the Ring“ für sich entscheiden. Ebenfalls konnte er zweimal den WWF Tag-Team-Titel erringen.
Nach Beendigung der Fehde mit Bret Hart schlossen die Brüder sich mit ihren beiden Schwägern Jim Neidhart und The British Bulldog sowie Brian Pillman zur Gruppierung The Hart Foundation zusammen. Kurz darauf erhielt Hart seinen ersten Einzeltitel, als er Rocky Maivia den WWF Intercontinental-Titel abnahm. Die gesamte Hart Foundation fehdete im Folgenden gegen Stone Cold Steve Austin. Beim SummerSlam 1997 verlor Hart seinen Intercontinental-Titel an Austin und verletzte ihn in diesem Match durch einen misslungenen Piledriver am Nacken. Bei der Veranstaltung Bad Blood 1997 sollte ein weiterer Titel für Hart folgen. Er gewann ein Turnierfinale gegen Faarooq und sicherte sich zum zweiten Mal den Intercontinental-Titel. Diesen Titel verlor er bei der Survivor Series einen Monat später jedoch wieder an Steve Austin. Bei derselben Veranstaltung kam es zum Montreal Screwjob, bei dem Bret Hart von Vince McMahon um die WWF Championship betrogen wurde. Owen Hart wechselte daraufhin als einziges Mitglied der Familie nicht zur WCW, da ihm im Falle des Vertragsbruches erhebliche Strafen angedroht wurden.
Bei In Your House: D-Generation X im Dezember absolvierte er seinen ersten Auftritt nach dem Screwjob, als er Shawn Michaels in dessen Titelmatch angriff. Durch diese Aktion turnte Hart erstmals seit 1994 wieder zum Face.

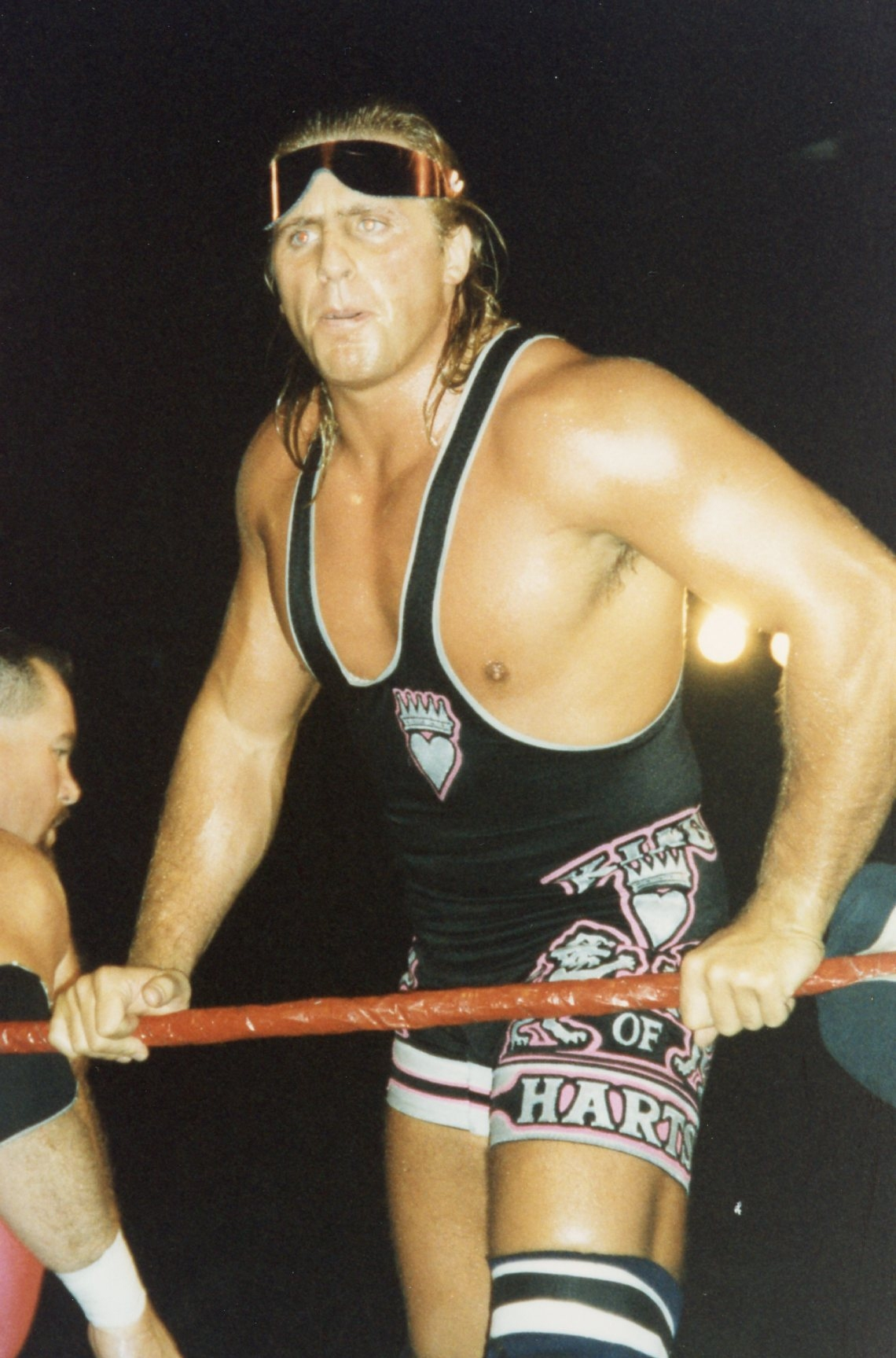
Owen Hart, 1994

Anfang 1998 wurde Hart erstmals European Champion. Er besiegte Goldust, der den amtierenden Champion Triple H vertrat. Triple H war es auch, der Hart den Titel etwa zwei Monate später wieder abnahm. Mitte 1998 ließ man Hart sich der Gruppierung Nation Of Domination anschließen und mit deren Unterstützung zunächst weiterhin gegen die D-Generation X, später dann gegen Ken Shamrock fehden. Anfang 1999 schloss sich Hart mit Jeff Jarrett zusammen und gewann zum dritten Mal den Tag-Team-Titel, als die beiden bei einer Ausgabe von RAW Shamrock und den Big Boss Man bezwangen. Während seiner Zeit im Team mit Jarrett wurde Harts altes Gimmick des Blue Blazer wiederbelebt. Den Titel musste das Team Anfang April gegen Kane und X-Pac abgeben.

## Tödlicher Unfall
Bei der Pay-Per-View-Veranstaltung „Over The Edge“, die am 23. Mai 1999 stattfand, sollte Hart gegen den amtierenden Intercontinental Champion The Godfather antreten und sich den Titel zum dritten Mal sichern. Zur Untermalung seines Blue-Blazer-Gimmicks war geplant, dass sich Hart von der Hallendecke abseilt und so in den Ring „geschwebt“ kommt. Der Stunt selbst wurde zuvor schon einige Male erfolgreich eingesetzt, beispielsweise vom Undertaker oder von Sting, aber auch sechs Monate zuvor von Hart selbst. Hart, der dem Stunt trotz persönlicher Bedenken zustimmte, bekam bei „Over The Edge“ ein neues Haltegeschirr und nur eine Sicherung in Form eines Schnellauslösers, denn er sollte sich schnellstmöglich aus der Verankerung lösen können, um seinen Auftritt ohne längere Unterbrechungen flüssig zu gestalten. Laut der Owen-Hart-Biografie Broken Harts von Harts Witwe Martha Hart waren sowohl die Sicherheitsvorkehrungen als auch die Qualität des Sicherungshakens völlig unzureichend. Als Hart sein Kostüm richten wollte, löste er, da er eine Maske trug und nur beeinträchtigt sehen konnte, versehentlich die Sicherung, fiel nach offiziellen Angaben 78 Fuß (knapp 24 Meter) tief und kam mit dem Körper in der Ringecke auf. Wegen schwerer innerer Verletzungen verstarb Hart nach ca. sechs Minuten noch im Ring liegend. Kommentator Jim Ross informierte die Zuschauer, dass ein schwerer Unfall geschehen sei, und beteuerte, dass es sich nicht um eine Storyline handelt. Nach Harts Transport ins Krankenhaus, wo nur noch sein Tod festgestellt werden konnte, benachrichtigte Ross die Fernsehzuschauer darüber.

### Die Skandale um den Tod
Trotz des tödlichen Unfalls vor einem Live-Publikum wurde die Veranstaltung nicht abgebrochen, sondern auf Anordnung von Vince McMahon fortgeführt. Am Tag nach „Over The Edge“ fand zum Missfallen der Hart-Familie eine Owen Hart gewidmete Sonderausgabe von RAW statt, bei der die Wrestler freiwillig antreten konnten und zwischendurch in diversen Einspielern ihre Trauer zum Ausdruck brachten sowie die Person Owen Hart als außerordentlich umgänglichen Menschen hinter den Kulissen lobten. Ausnahmen waren hier Wrestler, bei denen Vince McMahon Imageschäden befürchtete, z. B. beim Undertaker oder Kane. Am 4. Oktober 1999 fand in der WCW ein Tribut-Match zwischen Chris Benoit und Bret Hart statt.
Kurz nach dem Tod bekam Harts Familie von McMahon einen Blumenstrauß, der mit WWF-Emblemen verziert war und den sie deswegen direkt entsorgen ließ. Zudem machte McMahon die Beerdigung Harts zu einer TV-Trauerzeremonie, obwohl Martha Hart der WWF ausdrücklich verboten hatte, ein Kamerateam erscheinen zu lassen oder überhaupt anwesend zu sein. Außerdem unterbreitete er während der Trauerfeier Bret Hart ein Vertragsangebot, weswegen McMahon noch stärker in der Kritik stand.
Martha Hart verklagte die WWE und einigte sich schließlich mit der Wrestlingliga auf eine Abfindung von 18 Millionen US-Dollar. Mit einem Teil des Geldes gründete sie die wohltätige Stiftung „Owen Hart Foundation“.

## Erfolge

### Titel
- New Japan Pro-Wrestling
  - 1× IWGP Junior Heavyweight Championship
- United States Wrestling Association
  - 1× USWA Unified World Heavyweight Championship
- World Wrestling Federation
  - 4× WWF World Tag Team Championship  2× mit Yokozuna, je 1× The British Bulldog und Jeff Jarrett
  - 1× WWF European Championship
  - 2× WWF Intercontinental Championship

### Auszeichnungen
- World Wrestling Federation
  - King of the Ring 1994
- Extreme Wrestling Federation
  - Hall of Fame[1]

## Trivia
- Wie viele Wrestler in der Rolle des Heels war Owen Hart hinter den Kulissen das genaue Gegenteil. Hart galt als bodenständig und hatte keinerlei Starallüren. Er war bei zahlreichen Kollegen, auch außerhalb der WWE, sehr beliebt und berüchtigt für seine Streiche, die er anderen Wrestlern und Freunden spielte.
- Martha Hart nannte ihren Sohn Oje nach Harts Spitznamen aus Kinderzeiten (O.J. als die Kurzform für Owen James).
- Die Veranstaltung „Over The Edge“ 1999, bei der Owen Hart sein Leben verlor, wurde weder auf VHS, DVD oder Blu-Ray veröffentlicht, sie wird jedoch zensiert im WWE Network angeboten. Auch der Veranstaltungsname wurde seitdem nie wieder für eine WWE-Veranstaltung benutzt.
- Bret und Martha Hart gründeten und bauten gemeinsam die Owen-Hart-Foundation auf. Am 20. September 2021 gab die Wrestlingpromotion All Elite Wrestling bekannt, dass man eine Partnerschaft mit der Foundation gestartet hat. Diese beinhalte neben exklusiven Merchandise und einem DLC für das kommende AEW-Videospiel auch ein Turnier im dortigen Programm, in dem ein nach Owen benannter Pokal auf dem Spiel steht.[2]
- Die Rockband Planetfish widmete Owen Hart ein Tribut-Lied namens We Still Need You, Owen.
- Das 2001 veröffentlichte kontroverse Buch namens Under The Mat, das von Harts Schwester Diana geschrieben wurde, handelt von den schlechten Seiten ihrer Familie. Darin wird Owen unter anderem als ständiger Ja-Sager, der sich nicht durchsetzen konnte und jeder Konfrontation aus dem Weg gehen wollte, beschrieben, während Martha Hart als „Kontroll-Freak“ beschrieben wird. Martha Hart setzte mit einer Klage gegen den Verlag eine Indizierung des gesamten Buches durch.
- Owen Hart spielte in der TV-Serie Liebling, ich habe die Kinder geschrumpft in der Episode „Liebling, magst Du Wrestling?“ an der Seite von Bret Hart mit.
- Als Hommage an sein Vorbild Owen Hart änderte der WWE-Wrestler Kevin Steen seinen Ringnamen in Kevin Owens.

## Filme
- The Life and Death of Owen Hart. Dokumentarfilm, 1999, Drehbuch und Regie: Sally Blake, Paul Jay.[3]